# Klara Michajlovna Rumjanova
Klara Michajlovna Rumjanova (in russo Клара Михайловна Румянова?; Leningrado, 8 dicembre 1929 – Mosca, 18 settembre 2004) è stata un'attrice sovietica e russa.
Insignita nel 1979 del titolo di Artista benemerita della RSFS Russa, ha lavorato in oltre 300 film d'animazione sovietici, doppiando tra gli altri i personaggi di Čeburaška e della Lepre di Nu, pogodi! e i dinosauri de La montagna dei dinosauri.